# Comté d'Alcorn
Pour les articles homonymes, voir Alcorn.
Le comté d'Alcorn est situé dans l’État du Mississippi, aux États-Unis. Il comptait 34 740 habitants en 2020. Son siège est Corinth.
Créé en 1870, il doit son nom au gouverneur de l'époque, James L. Alcorn.